# Comprachtschütz
Comprachtschütz (polnisch Komprachcice, schlesisch Gumprechtsdurf, schlonsakisch Kůmprachćicy) ist ein Ort und Sitz in der Landgemeinde Comprachtschütz im Powiat Opolski der Woiwodschaft Opole in Polen. Die Landgemeinde ist seit 2009 offiziell zweisprachig (Polnisch und Deutsch).

## Geographie
Comprachtschütz liegt etwa neun Kilometer südwestlich von Opole (Oppeln) in der Nizina Śląska (Schlesischen Tiefebene) am Bach Chróścinka. Durch den Ort verläuft in Süd-West-Richtung die Landstraße Droga wojewódzka 429. Im Süden verläuft die Bahnstrecke zwischen Opole und Nysa (Neiße).
Nachbarorte von Comprachtschütz sind im Norden Chrosczinna (Chróścina) und Muchenitz (Mechnice), im Westen Rothhaus (Osiny) und Dziekanstwo (Dziekaństwo), im Süden Ochotz (Ochodze) und im Westen Polnisch Neudorf (Polska Nowa Wieś).

## Geschichte

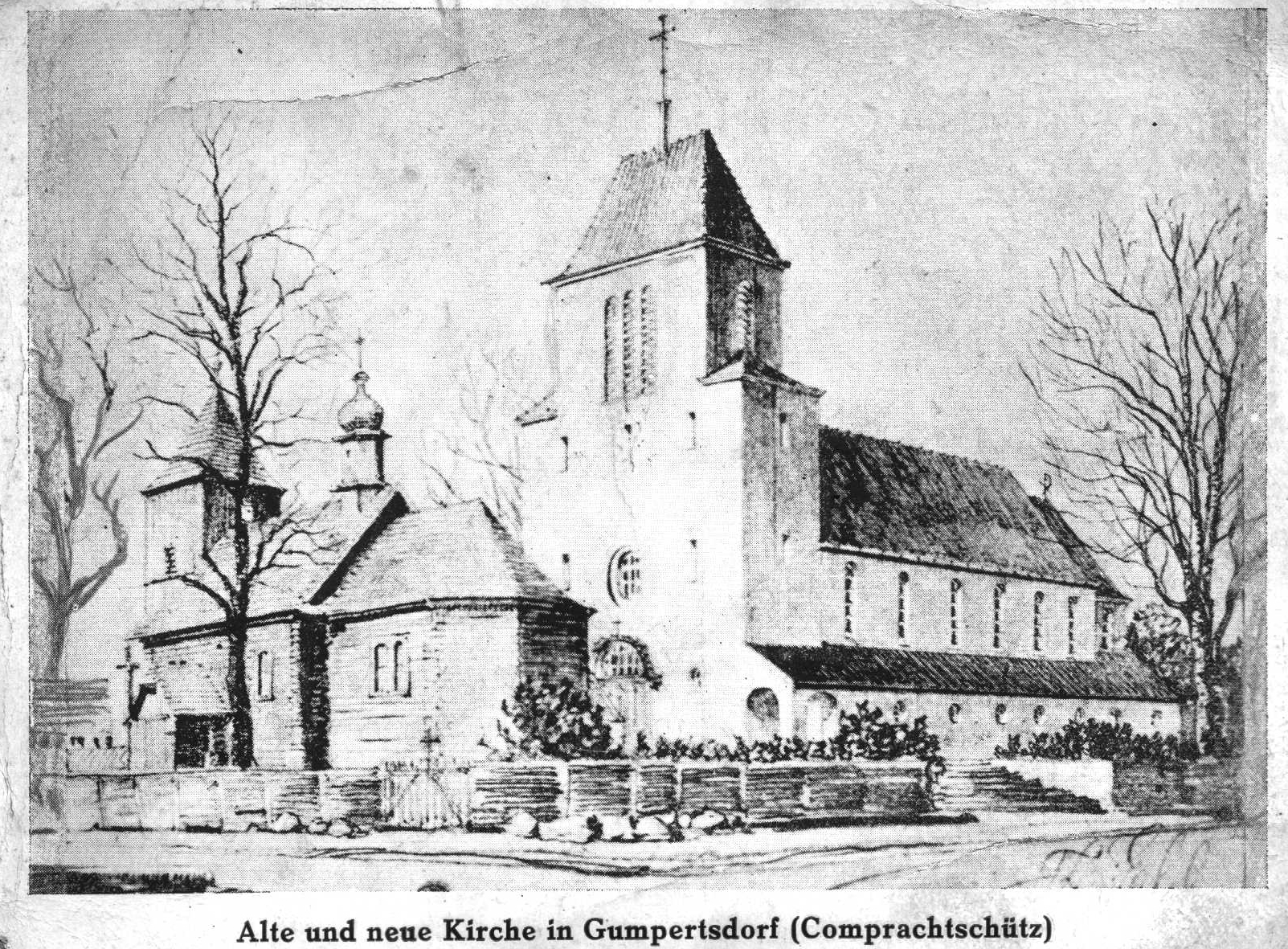
Die alte Schrotholzkirche St. Martin neben der neuen Franziskuskirche

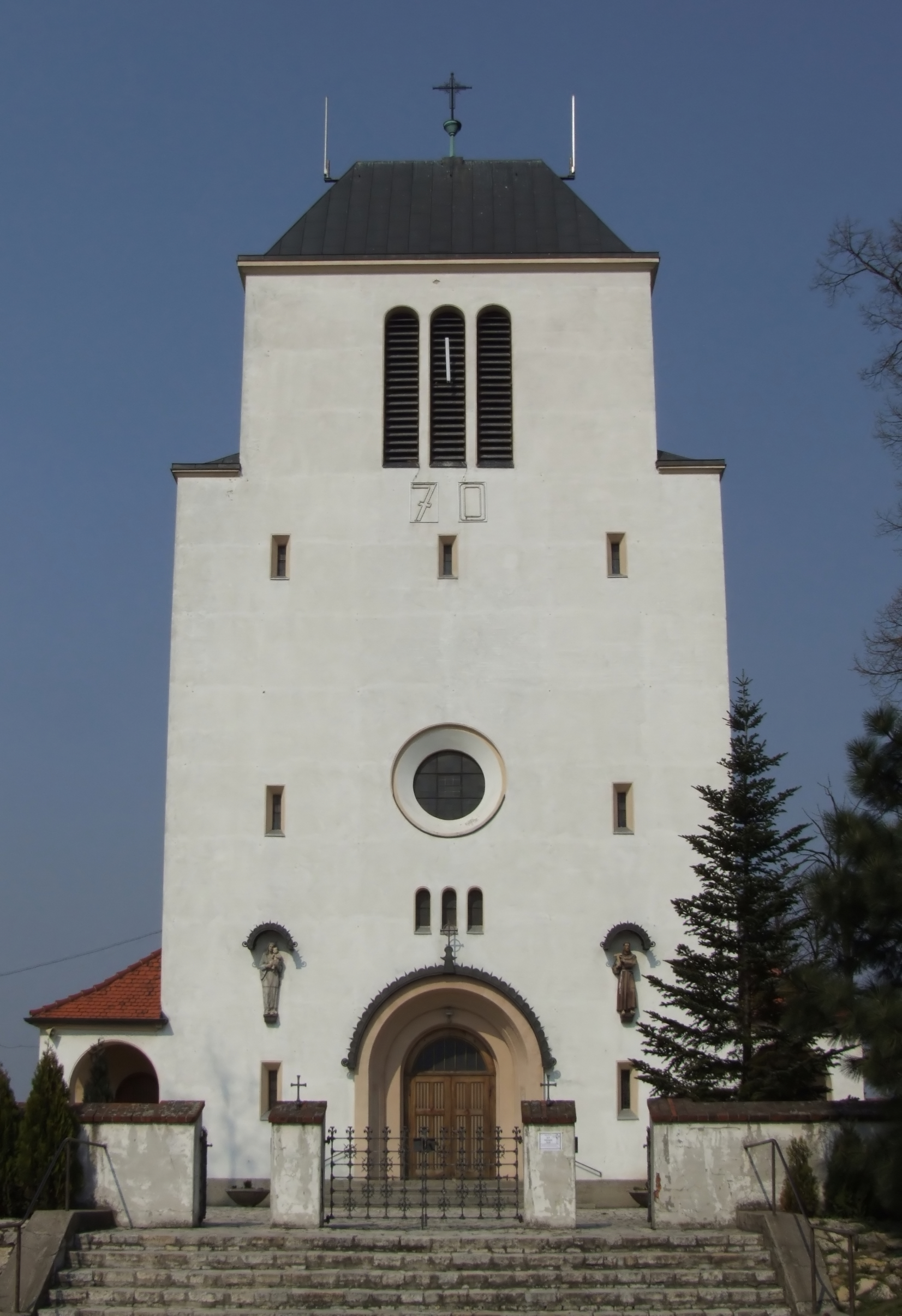
St.-Franziskus-Kirche

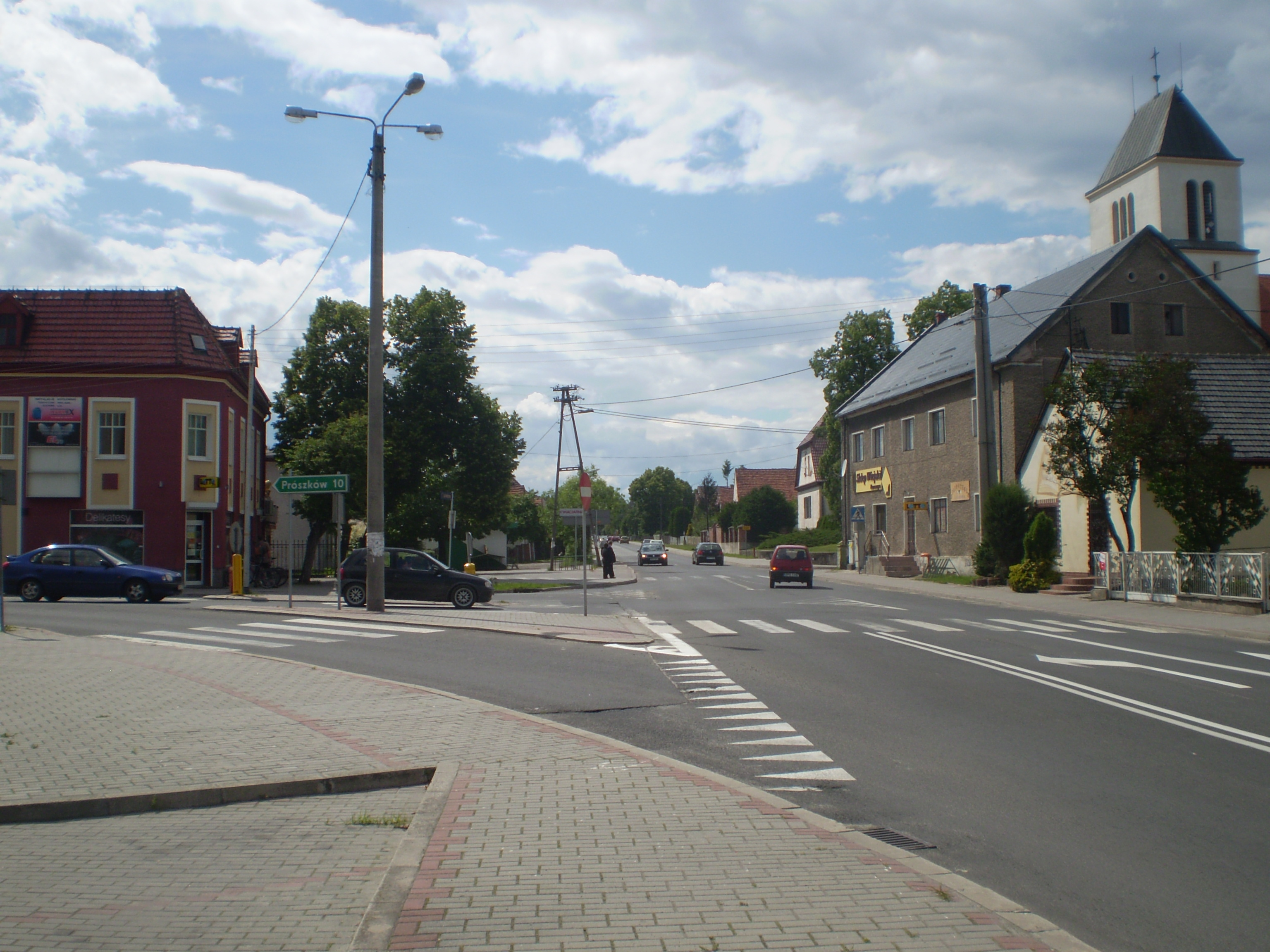
Ortsmitte von Comprachtschütz

Wegen der Nähe zur Stadt Oppeln war Comprachtschütz in seiner Geschichte stets mit dieser Stadt und dem Herzogtum Oppeln verbunden. Die Nachbardörfer Bowallno und Polnisch Neudorf, aber auch Comprachtschütz waren kirchlich der Stiftskirche in Falkenberg zugehörig. Erstmals urkundlich erwähnt wurde Comprachtschütz 1302 als Gumperti Villa in einem die Stiftskirche betreffenden Dokument. Aufgrund des Namens ist anzunehmen, dass diese Ortschaft einem deutschen Ritter namens Gumpert gehörte. Spätere Schreibweisen des Ortes lauteten Gupertowitz und Gumprechtsdorf, die sich aber nicht durchsetzten. So wurde der Ort in einem Dokument des Klosters Czarnowanz vom 19. November 1433 als Gumprechtsdorff erwähnt. 1532 wurde der Ort als Gomprachtitz erwähnt.
Bereits 1335 und 1398 wurde eine Kirche in Comprachtschütz erwähnt. Sie wurde wohl vom Oppelner Kollegiatstift zum Heiligen Kreuz errichtet, das hier auch die Seelsorge leistete. Im Jahre 1680 wurde auf Bitten der Pfarrgemeinde ein gewisser Thomas als erster Pfarrer eingeführt. Im Dreißigjährigen Krieg wurde die Kirche von den Schweden niedergebrannt. Im Jahre 1686 fiel sie abermals einem Brand zum Opfer und wurde dann 1702 wiederaufgebaut.
1816 wurde der preußische Regierungsbezirk Oppeln gebildet, was der Stadt und ihrem Umland einen wirtschaftlichen Aufschwung brachte. Auch wenn 1848 eine Typhusepidemie in der Gegend ausbrach, zogen die neuen Mühlen und Industriebetriebe immer mehr Menschen an. 1887 erhielt die Gemeinde Comprachtschütz Anschluss an die neue Eisenbahnlinie Oppeln–Neisse, die auch vom Bau neuer Straßen begleitet wurde. 1913 wurde die Schreibweise des Ortsnamens von Comprachczütz in Comprachtschütz geändert.
Bei der Volksabstimmung in Oberschlesien am 20. März 1921 wurden in Comprachtschütz 619 Stimmen (73,3 %) für den Verbleib bei Deutschland abgegeben, 225 Stimmen waren für den Anschluss an Polen. Mit dem gesamten Kreis Oppeln verblieb das Dorf in der Weimarer Republik.
In den 1930er Jahren erlebte Comprachtschütz ein erhebliches Bevölkerungswachstum, da viele Menschen wegen des Baus des Turawa-Stausees umgesiedelt werden mussten. In diese Zeit fällt auch der Bau der neuen Pfarrkirche 1935/1936, die von Pfarrer Franz Niedzballa vorangetrieben wurde. Die historische Schrotholzkirche St. Martin von 1702 wurde 1941 ins nahe gelegene Ochotz verlegt. Comprachtschütz blieb die ganze Zeit über eigenständig und wurde nicht, wie benachbarte Gemeinden, Stadtteil von Oppeln. Als in Ober-, aber auch Niederschlesien die Umbenennung hunderter Ortschaften mit slawisch klingenden Ortsnamen von den Nationalsozialisten betrieben wurde, erhielt auch Comprachtschütz 1936 den neuen Namen Gumpertsdorf, der eine Anlehnung an mittelalterliche Schreibweisen darstellen sollte. 1939 zählte die Gemeinde 8196 Einwohner und war bis 1945 Teil des Landkreises Oppeln.
Bei Kriegsende 1945 wurde Comprachtschütz von der Roten Armee besetzt. Als Folge des Zweiten Weltkrieges fiel es mit dem größten Teil Schlesiens an Polen und wurde in Komprachcice umbenannt. Die deutsche Bevölkerung wurde, soweit sie nicht vorher geflohen war, 1946/47 weitgehend vertrieben. Die neu angesiedelten Bewohner waren zum Teil Vertriebene aus Ostpolen, das an die Sowjetunion gefallen war.
Laut der letzten Volkszählung im Jahr 2002 sind 56,0 % der Gemeindebevölkerung Polen, 31,3 % gehören der Deutschen Minderheit an, weitere 7,5 % bezeichneten sich als Schlesier und 5,2 % machten keine Angaben zu ihrer Nationalität.
Am 4. Juni 2009 wurde in der Gemeinde Deutsch als zweite Amtssprache eingeführt, am 1. Dezember 2009 wurden zweisprachige Ortsbezeichnungen eingeführt.

### Einwohnerentwicklung
Die Einwohnerzahlen von Comprachtschütz nach dem jeweiligen Gebietsstand:
| Jahr | Einwohner |
| ---- | --------- |
| 1784 | 162       |
| 1830 | 404       |
| 1844 | 475       |
| 1855 | 560       |

| Jahr | Einwohner |
| ---- | --------- |
| 1861 | 652       |
| 1910 | 1238      |
| 1933 | 1865      |
| 1939 | 2175      |

## Sehenswürdigkeiten

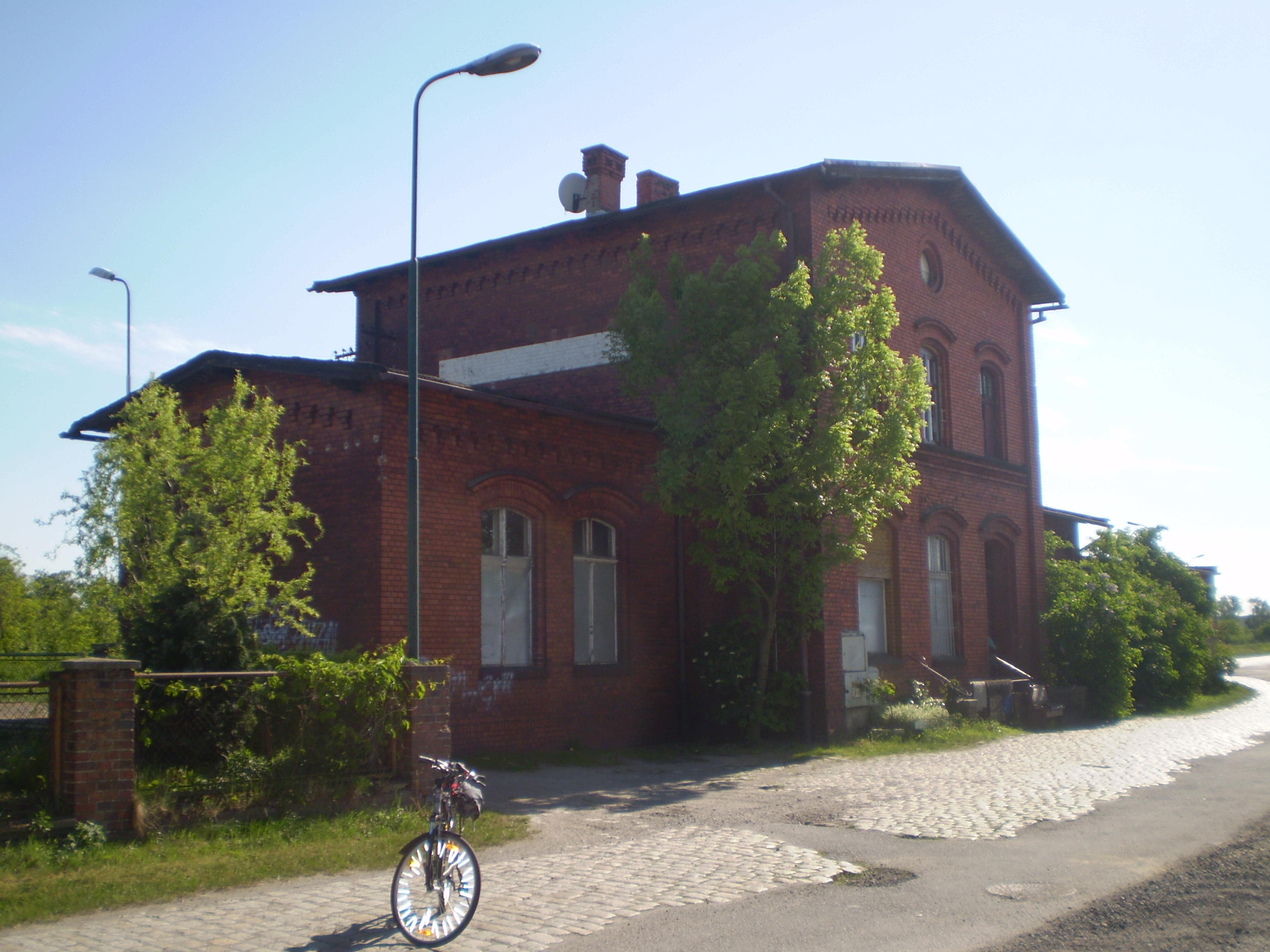
Bahnhof

- Die römisch-katholische St.-Franziskus-Kirche (Kościół parafialny św. Franciszka z Asyżu) wurde in den Jahren 1934–1935 errichtet.[9]
- Bahnhofs-Empfangsgebäude aus Backstein
- Friedhofskapelle
- Steinerne Wegekreuze
- Hölzerne Wegekreuze

## Vereine
- Deutscher Freundschaftskreis
- Freiwillige Feuerwehr OSP Komprachcice
- Sportverein LKS OSiR Komprachcice

## Gemeinde

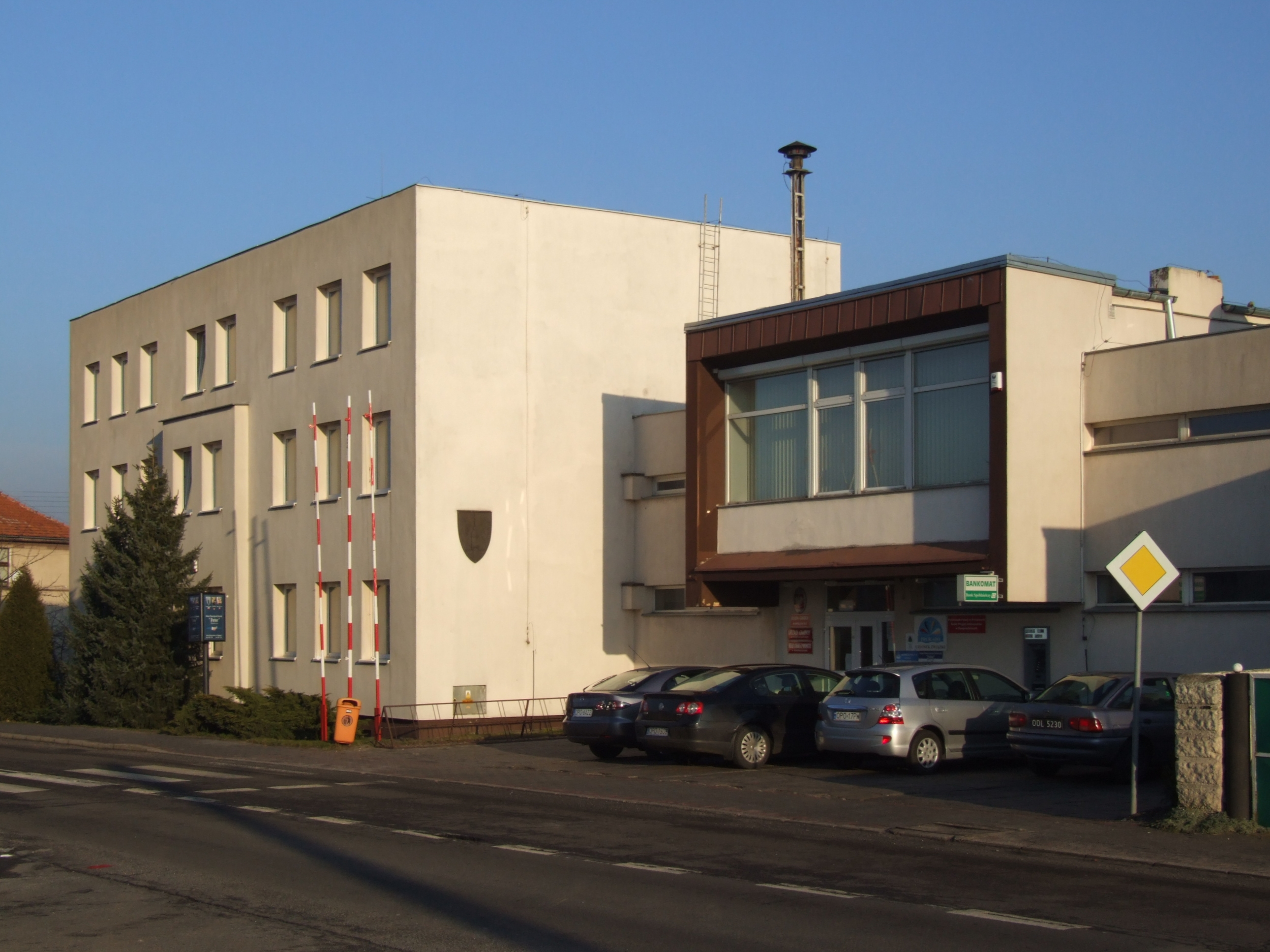
Sitz der Gemeinde Comprachtschütz

Zur Landgemeinde Comprachtschütz gehören sechs weitere Orte mit Schulzenämtern. Zwei weitere Orte wurden zum 1. Januar 2017 in die Stadt Opole eingemeindet.

## Persönlichkeiten

### Söhne und Töchter des Orts
- Rainer Langer (* 1943), deutscher Fußballspieler und -trainer
- Bascha Mika (* 1954), deutsche Journalistin

### Persönlichkeiten, die vor Ort gewirkt haben
- Ernst Hermann von Kölichen (1739–1805), preußischer Generalmajor, Erbherr auf Comprachtschütz, verstarb in Comprachtschütz